# Олт
Вижте пояснителната страница за други значения на Олт.
Олт (на румънски: Olt; на унгарски: Olt; на немски: Alt; на латински: Aluta или Alutus) е река в Румъния (окръзи Харгита, Ковасна, Брашон, Сибиу, Вълча, Олт Телеорман), ляв приток на Дунав. Дължина 615 km. Площ на водосборния басейн 24 010 km².

## Географска характеристика

### Извор, течение, устие
Река Олт води началото си на 1489 m н.в., от северното подножие на връх Шипот (1566 m), в южната част на планината Джурджеу (част от Източните Карпати), в централната част на окръг Харгита (Централна Румъния). Да град Синдоминик тече на юг в тясна планинска долина, след което преминава през Миеркулячукската котловина, разположена между планините Харгита на запад и Чук на изток (части от Източните Карпати). След напусканате на котловината преминава през тясно дефиле, заградено от планините Бараолт на запад и Бодос на изток (също части от Източните Карпати) и излиза в североизточната част на Брашовската котловина. На около 15 km североизточно от град Брашов посоката ѝ от южна рязко става северна и отново навлиза в дълбока и тясна долина между планините Бараолт на изток и Першани на запад. При село Аугустин завива на югозапад, проломява планината Першани и излиза в крайната югоизточна част на Трансилванското плато, където долината ѝ се разширява до 10 km, а течението ѝ се успокоява. След град Тълмачу (югоизточно от Сибиу) на протежение от над 60 km чрез дълбокия и живописен пролом Червената кула пресича Южните Карпати. При град Ръмнику Вълча Олт излиза от дефилето и навлиза в хълмистата предпланинска равнина Олтения, където долината ѝ се разширява, а течението ѝ отново се успокоява. В района на град Слатина навлиза в западната част на обширната Долнодунавска равнина. Тук долината ѝ става много широка, течението много бавно, разделя се на ръкави и силно меандрира. На 0,5 km преди устието си се разделя на два ръкава и се влива отляво в река Дунав, при нейния 601 km, на 22 m н.в., на 6 km югозападно от град Турну Мъгуреле.

### Водосборен басейн, притоци
На запад водосборният басейн на Олт граничи с водосборния басейн на река Жиу (ляв приток на Дунав), на северозапад – с водосборния басейн на река Муреш (Марош, ляв приток на Тиса), а на североизток, изток и югоизток – с водосборните басейни на реките Сирет, Яломица, Арджеш и Ведеа (леви притоци на Дунав). В тези си граници площта на водосборния басейн на реката възлиза на 24 010 km² (2,94% от водосборния басейн на Дунав).
Основни притоци:
- леви – Негру (88 km, 2349 km²), Бирса (73 km, 937 km²), Тополог (112 km, 546 km²);
- десни – Кормош (54 km, 545 km²), Хомороду (62 km, 855 km²), Чибин (82 km, 2194 km²), Лотру (83 km, 990 km²), Бистрица (50 km, 355 km²), Лункавец (60 km, 274 km²), Олтец (185 km, 2663 km²), Теслуй (110 km, 569 km²)[1].

### Хидроложки показатели
Река Олт има смесено подхранване, с преобладаване на снежно-дъждовното. Пълноводието ѝ е през пролетта, а маловодието е през лятото. Често явление през лятото са внезапните епизодични прииждания в резултат на поройни дъждове във водосборния ѝ басейн, които причиняват големи наводнения. Замръзва само в студени зими от края на декември до края на февруари, предимно в горното течение. Среден годишен отток в долното течение около 160 m³/sec.

## Стопанско значение, селища
В долното течение част от водите ѝ се използват за напояване. В миналото, до изграждането на жп линиите по реката се е спускал необработен дървен материал за дървообработващата промишленост в южната част на Румъния. При високи води е плавателна за плиткогазещи съдове на 50 km от устието.
По цялото си протежение долината ѝ е гъсто заселена, като най-големите селища са градовете: Балан, Миеркуря Чук (окръг Харгита); Сфънту Георге (окръг Ковасна); Фъгъраш (окръг Брашов); Авриг, Тълмачу (окръг Сибиу; Ръмнику Вълча, Драгашани (окръг Вълча); Слатина (окръг Олт).

## Галерия
- Олт при Сикулени, извор
- Река Олт в Карпатите